# Thomas Hampson (operazanger)
Thomas Hampson (Elkhart, Indiana, 28 juni 1955) is een Amerikaanse bariton in het klassieke lied- en operarepertoire.
Hij groeide op in Spokane (Washington). Hij studeerde bij Marietta Coyle, Elisabeth Schwarzkopf, Martial Singher en Horst Günther. In 1980 won hij de tweede prijs bij het Internationaal Vocalisten Concours in 's-Hertogenbosch en in 1981 de eerste plaats bij de audities van de Metropolitan Opera.
Hampson wordt beschouwd als een van de vooraanstaande Amerikaanse baritons van dit moment. Zijn repertoire omvat een lange reeks van rollen, zoals de titelhelden in Mozarts Don Giovanni, Rossini's Guillaume Tell, Ambroise Thomas' Hamlet, en Tsjaikovski's Jevgeni Onegin; Figaro in Rossini's Il barbiere di Siviglia, Germont in Verdi's La traviata en Amfortas in Wagners Parsifal. Zijn opname van Wagners Tannhäuser kreeg de Grammy Award for Best Opera Recording.
Thomas Hampson zingt liederen van onder anderen Schubert, Wolf, Joseph Marx, Richard Strauss en Mahler. Vele van zijn opnamen werden bekroond.
Hij treedt op in alle belangrijke operagebouwen en concertzalen. Zo was hij bijv. in februari 1998 samen met de Amerikaanse zangeres Dawn Upshaw te beluisteren in het Concertgebouw te Amsterdam met liederen van de Amerikaanse componist Copland waaronder de Old American Songs.

## Hampsong Foundation
In 2003 richtte hij de Hampsong Foundation op, gericht op de promotie van de klassieke zangkunst in Amerika, die jonge artiesten ondersteunt via onderzoeksprojecten, symposia, masterklassen, en concertlezingen.